# 南緯24度線
南緯24度線（なんい24どせん）は、地球の赤道面より南に地理緯度にして24度の角度を成す緯線。南回帰線から約60km南にあり、大西洋、アフリカ、インド洋、オーストララシア、太平洋、南アメリカを通過する。
この緯度の下では、夏至点時の可照時間は13時間37分であり、冬至点時の可照時間は10時間39分である。

## 通過する地域一覧
南緯24度線は、本初子午線から東に向かって以下の場所を通っている。
| 地理座標                                               | 国土・領土・領海 | 備考 |
| ------------------------------------------------------ | ---------------- | --- |
| 南緯24度0分 東経0度0分 / 南緯24.000度 東経0.000度      | 大西洋           | |
| 南緯24度0分 東経14度27分 / 南緯24.000度 東経14.450度   | ナミビア         | |
| 南緯24度0分 東経20度0分 / 南緯24.000度 東経20.000度    | ボツワナ         | |
| 南緯24度0分 東経26度55分 / 南緯24.000度 東経26.917度   | 南アフリカ共和国 | リンポポ州 ムプマランガ州 - 約13km                                                                                |
| 南緯24度0分 東経31度53分 / 南緯24.000度 東経31.883度   | モザンビーク     | |
| 南緯24度0分 東経35度31分 / 南緯24.000度 東経35.517度   | インド洋         | モザンビーク海峡                                                                                                  |
| 南緯24度0分 東経43度39分 / 南緯24.000度 東経43.650度   | マダガスカル     | |
| 南緯24度0分 東経47度30分 / 南緯24.000度 東経47.500度   | インド洋         | |
| 南緯24度0分 東経113度27分 / 南緯24.000度 東経113.450度 | オーストラリア   | 西オーストラリア州 ノーザンテリトリー クイーンズランド州                                                          |
| 南緯24度0分 東経151度41分 / 南緯24.000度 東経151.683度 | 珊瑚海           | |
| 南緯24度0分 東経166度7分 / 南緯24.000度 東経166.117度  | 太平洋           | ライババエ島（ フランス領ポリネシア）のちょうど南を通過する。 オエノ島（ ピトケアン諸島）のちょうど南を通過する。 |
| 南緯24度0分 西経70度31分 / 南緯24.000度 西経70.517度   | チリ             | |
| 南緯24度0分 西経67度18分 / 南緯24.000度 西経67.300度   | アルゼンチン     | |
| 南緯24度0分 西経60度23分 / 南緯24.000度 西経60.383度   | パラグアイ       | |
| 南緯24度0分 西経55度15分 / 南緯24.000度 西経55.250度   | ブラジル         | マットグロッソ・ド・スル州 - 約4km                                                                                |
| 南緯24度0分 西経55度12分 / 南緯24.000度 西経55.200度   | パラグアイ       | |
| 南緯24度0分 西経54度22分 / 南緯24.000度 西経54.367度   | ブラジル         | マットグロッソ・ド・スル州 パラナ州 サンパウロ州                                                                  |
| 南緯24度0分 西経46度12分 / 南緯24.000度 西経46.200度   | 大西洋           | サン・セバスチャン島（ ブラジル）のちょうど南を通過する。                                                         |